# Jainzenberg
Der Jainzenberg, oft auch nur kurz Jainzen, ist ein 834 m ü. A. hoher Stadtberg von Bad Ischl im Salzkammergut in Oberösterreich.

## Lage und Landschaft

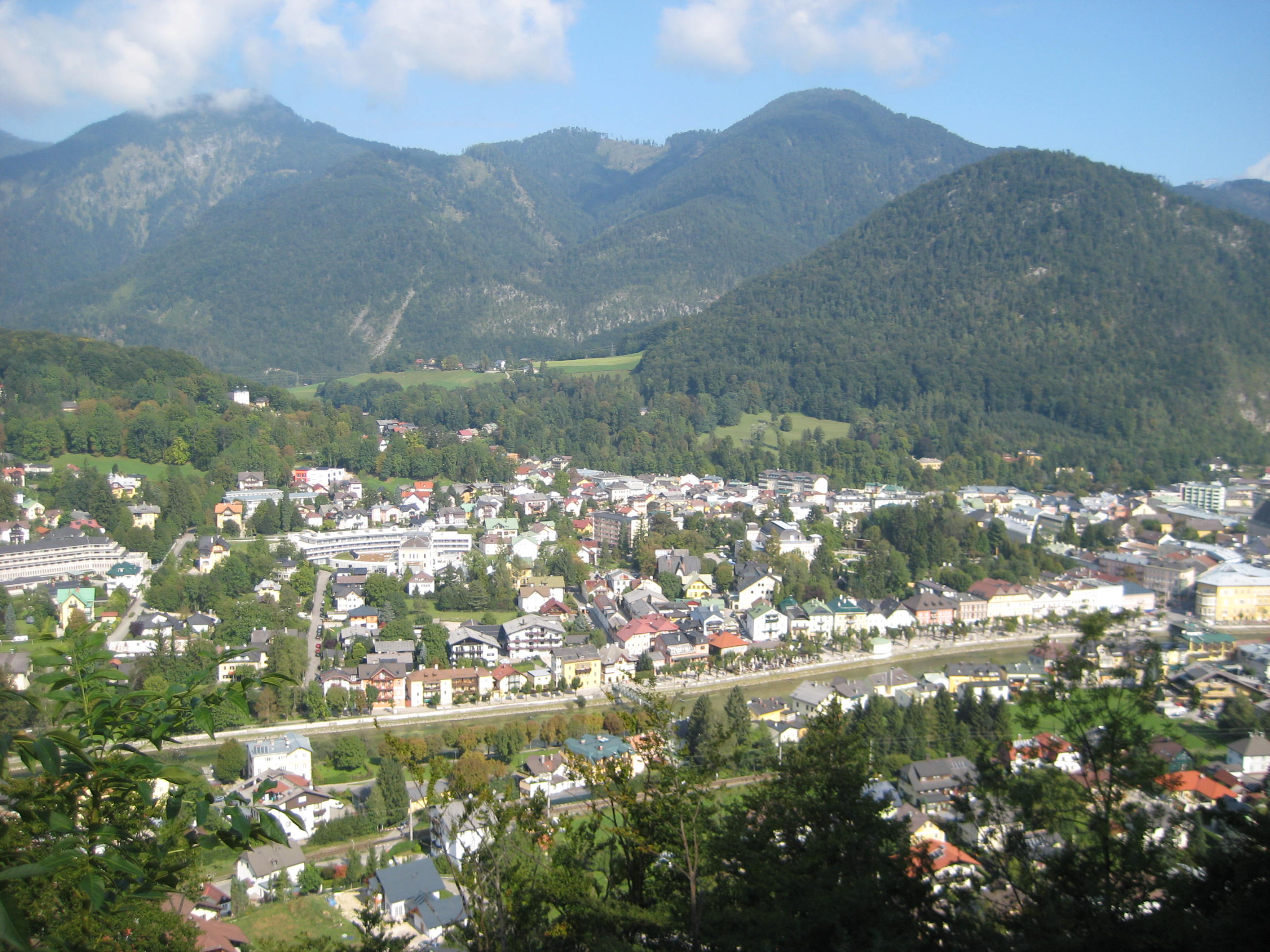
Ischldurchbruch zwischen Jainzenberg und Kalvarienberg, hinten die Zimnitz mit Gschpranggupf und Hochjoch (von links nach rechts)

Der Kalvarienberg liegt nördlich des Ischler Stadtzentrums, das an der Einmündung der Ischl (Ischler Ache, dem Abfluss des Wolfgangsee)s in die Traun, erbaut ist. Dabei durchbricht die Ischl eine seitliche Talschwelle des Trauntals gegen das Wolfgangtal, die im Westen von Bad Ischl durch die Talterrasse von Ahorn und den Kalvarienberg (834 m ü. A.) am Katergebirge und im Norden durch den Jainzenberg an der Zimnitz (Leonsberg) (1745 m ü. A.) gebildet wird. Von der Zimnitz hin ist der Jainzenberg, der sich etwa 250 Meter über den Talboden erhebt, durch das Jainzental (Sattelhöhe 549 m ü. A.) freigestellt, sodass er einen Inselberg am Ischler Becken bildet.
Am Westfuß, schon in der Talung der Ischlerache, ist der Ischler Stadtteil Jainzen. Am Südfuß liegt auf einer Terrasse das Parkareal der Kaiservilla (Kaiserpark), und an der Ischlmündung (463 m ü. A.) die Ortslage Schmalnau, die heute gutteils von der Anschlussstelle Bad Ischl-Mitte/Ost der Wolfgangsee Straße (B158) an die Salzkammergutstraße (B145) eingenommen wird. Zwischen Ischler Ache beim Knoten Bad Ischl-West und Ischl-Mitte verläuft der 680 m lange Kaiserparkkunnel der B145. Traungegenüber erhebt sich der Westgrat der Hohen Schrott (1839 m ü. A.), hier beginnt sich das Ischler Becken gegen Nordosten hin zu verengen. Dort am Ostfuß des Jainzenbergs liegt die Ortschaft Roith.

## Geologie

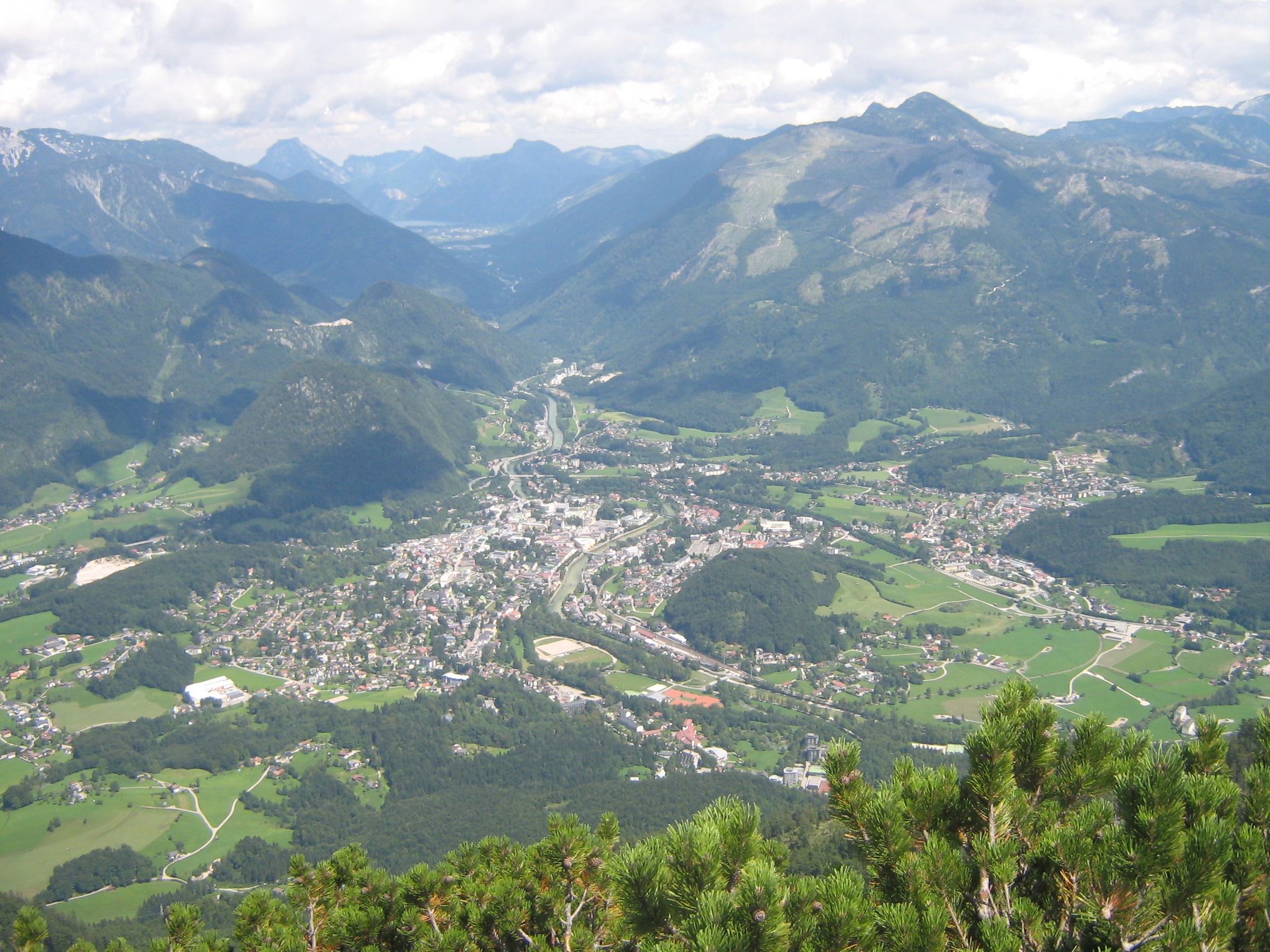
Becken von Ischl, Trauntalauswärts, mit Jainzenberg, Kalvarienberg und Siriuskogel (hinten die Hohe Schrott; von der Katrin)

Der Jainzenberg ist ein Stück Plassenkalk, ein besonders helles Riff- oder Feinschuttkalkgestein aus der Jura/Kreide-Wende (Oberes Kimmeridgium–Berriasium, um die 150 Mio. Jahre), der besonders Richtung Ausseerland und am Schafberg verbreitet im Dachsteinkalk eingebettet ist. Nördlich hingegen liegt viel älterer Hauptdolomit der Obertrias (Oberes Karnium–Norium, um 230 Mio. Jahre).
Die Vorterrasse des Kaiserparks ist Oberalm-Formation, in der Schmalnau am Südfuß liegt Schrambach-Formation, das sind Mergelkalke respektive Kalke derselben Zeit wie der Plassenkalk, die tiefere Schuttsedimente darstellen. Eingebettet ist Haselgebirge, gipsig-tonige Brekzie aus der Wende Perm/Trias (ca. 250 Mio. Jahre), sie bildet die auffallende Trocken-Steilflur an der Bundesstraßen-Anschlussstelle.
Der Westfuß ist Flachwassergosau, ein Mergel aus viel jüngeren Seenbecken während der Bildung der Kalkalpen.

Der Kalvarienberg–Jainzen-Zug kann als Riegelberg des Wolfgangtals zum Trauntal gesehen werden, dieses alte Talniveau bildet heute die Schultern beiderseits des Wolfgangtals. 
 Das Jainzental wurde wohl in einer Rückzugsphase des Traungletschers vom ausbrechenden Ur-Wolfgangsee gebildet, später brach die Ischl zwischen Jainzen- und Kalvarienberg durch. Der Kreuzstein (alt Kohlenstein) mitten in der Traun am Bergfuß zwischen Ischl- und Rettenbach-Mündung ist kein Bergsturz, sondern ein erratischer Block der Eiszeiten.

## Geschichte und Erschließung
Zum Jainzen gibt es einen Sagenkomplex: Der Pfennigbach, bei der Ischlmündung beim Gaßnergütl (heutige Gassnergasse bei der Kaiservilla), entspringt aus einer Höhle, dem Schotterloch (beim alten Steinbruch bei der roten Riese). Von diesem führe ein Gang zu einem See im Inneren des Bergs. Dort soll es Gold gegeben haben, und „Bergmandl“, „Zwerge“ oder „wälsche Mandl“ („Dalmatiner“) wohnen darin, oder kamen und hingen „Sackel in diesen Bach und fingen darin Goldsand auf“. Der Jainzenberg sei einst „auf drei goldenen Säulen gestanden“, von den Zwergen bewacht, eine wurde „bei der Völkerwanderung gestohlen“. Die Zwerge sollen auch Wäsche im Pfennigbach gewaschen und sie am Lidlkögl, einem Felsen „mit ungeheuren Steinstufen“ (hinter der heutigen Kaiservilla) getrocknet haben.
Im Zuge der beginnenden Sommerfrische im Salzkammergut entstanden etliche Lustanlagen, die öffentlich zugänglich waren, so der Dänenweg, der vom König von Dänemark, Christian VIII., auf eigene Kosten erbaut wurde, mitsamt Christians Gruß und Die beiden Brüder,  oder der Comtessenplatz, von Filippine und Eleonore Batthyány 1824 gestiftet.
1834 wurde am Fuß eine Villa erbaut, die 1853 als Hochzeitsgeschenk an Kaiser Franz Joseph I. und Kaiserin Elisabeth (Sisi) ging, und als Sommerresidenz zur Kaiservilla ausgebaut wurde. Der ganze Park steht –  als solcher wie auch als Bauensemble – unter Denkmalschutz.  Der Jainzenberg gehörte ab dieser Zeit zum Anwesen dazu. Das Paar verbrachte hier regelmäßig den Sommer, später nur mehr der Kaiser allein. Elisabeth soll den Jainzenberg als Spaziergang sehr geschätzt haben, Franz Joseph hat hier auch gejagt.